# 桑田藤十郎
桑田 藤十郎（くわだ とうじゅうろう、1852年7月12日（嘉永5年5月25日）- 1905年（明治38年）8月25日）は、幕末から明治時代の素封家、政治家。貴族院多額納税者議員。幼名・安之助。

## 経歴
伯耆国久米郡倉吉宿魚町（鳥取県東伯郡倉吉町字魚町を経て現倉吉市魚町）で、先代・桑田藤十郎の子として生まれる。生家の当主は代々藤十郎を通称し、父の死去に伴い15歳で家督を相続し藤十郎を襲名した。
1881年（明治14年）学務委員に就任し、町立成徳小学校校舎の新築に当たり資金を提供した。1882年（明治15年）久米郡会議員に就任し、さらに、鳥取県会議員、所得税調査委員などを務めた。
中等教育機関・山陰義塾の設立に係わった。また、金融機関・倉吉融通会社を設立して社長となり、山陰製糸会社を創立して生糸製造とその改良に尽力した。
1890年（明治23年）に鳥取県多額納税者として貴族院議員に互選され、同年9月29日から1897年（明治30年）9月28日まで在任した。

## 親族
- 長男 桑田熊蔵（社会政策学者・貴族院多額納税者議員）[2][4]
- 四男 桑田芳蔵（心理学者）[2]